# Guerra dels remences
La Guerra dels remences o Revolta dels remences fou el conjunt de moviments revolucionaris que va protagonitzar la pagesia de la Catalunya Vella durant la segona meitat del segle xv per reivindicar l'abolició dels mals usos, un conjunt de gravàmens, servituds i subordinació humiliant cap al seu senyor.

## Antecedents
A la primera meitat del segle xv, la corona havia tingut posicions canviants entre el suport a les reivindicacions remences (Joan I i Martí l'Humà) i un major suport a la noblesa (Ferran d'Antequera i Alfons el Magnànim).
Les fortes tensions que es manifesten entre senyors i remences, i la necessitat de la corona de limitar el poder dels nobles, aconsella el rei Alfons, des de Nàpols, a alterar la seva postura i a dictar el 1448 una reial provisió, en la qual permetia reunions de pagesos, per tractar de la supressió dels mals usos i recaptar fons per pagar al rei per la seva intervenció.
Amb aquesta finalitat, es constituí un gran sindicat remença, que durant el bienni 1448-1449 tingué més de quatre-centes reunions controlades per un oficial reial.
El 14 de gener del 1455, el rei Alfons publicà la sentència interlocutòria, que després d'una nova anul·lació, va ser confirmada el 1457, quan el rei va anunciar que renunciava definitivament a tornar a Catalunya i a rebre l'ajuda oferta per les Corts catalanes. El 15 de gener de 1458, el lloctinent de Catalunya Joan d'Aragó i d'Albuquerque i futur rei, va donar ordre de suspendre els mals usos, que fou suspesa per Alfons el Magnànim. El 27 de juny del 1458, mor sobtadament el rei Alfons a qui succeeix el seu germà Joan II.

## L'enfrontament reial i la guerra civil catalana
El nou rei Joan II tenia un enfrontament amb el seu fill, Carles de Viana, per la corona de Navarra. El 1460, va reinstaurar l'ordre de suspensió dels mals usos i fa empresonar Carles de Viana i les Corts catalanes de Lleida assumeixen la seva defensa enfrontant-se amb el rei. La mort el 1461 del príncep de Viana és la guspira que provoca l'inici de la Guerra civil catalana entre la Diputació del General i Joan el Gran, que s'exilià a l'Aragó, i resta a Catalunya l'infant Ferran, i de regent la reina Joana Enríquez. La reina, que s'havia mostrat favorable als remences mantenint la suspensió dels mals usos durant la seva regència, es refugia el 15 de març del 1462, amb Ferran, a la ciutat de Girona, on és assetjada.

## Primera guerra remença
Coincidint amb el clima de tensió institucional, els remences provoquen forts aldarulls, principalment, a la vall d'Hostoles, a la vall d'en Bas, a Santa Pau i a Castellfollit de la Roca i el Consell del Principat aixeca la host del Consell del Principat, dirigida pel comte Hug Roger III de Pallars Sobirà.
Entre el 7 i el 22 d'abril, la reina Joana es posà en contacte amb Francesc de Verntallat, que des d'aquell moment aparegué com a cap indiscutible dels remences de les terres de la muntanya i li confia la defensa de la bandera reial. D'aquesta forma, la Guerra dels remences, que té per objectiu l'enfrontament amb la noblesa i els seus abusos, esdevé una part de la Guerra civil catalana en tant que s'alia amb el bàndol reial amb un enemic comú (noblesa, Diputació del general i Consell de Cent).
Les terres de l'Empordà, Gironès, Maresme, Vallès, i Barcelonès són fidels a la Diputació del General, amb l'excepció de la ciutat de Girona, un enclavament en terres enemigues que rebia suport logístic dels remences. La muntanya –Garrotxa, Ripollès i la Selva– és el territori remença que Francesc de Verntallat organitza a fi que pogués resistir anys. La seva filosofia militar fou creure que la muntanya era el seu refugi i que, en el pla, les forces enemigues, superiors en nombre, el destrossarien. Porta durant els primers mesos una activitat frenètica ocupant les conques mitjana i alta del Ter i del Fluvià. El dietari de la Generalitat descriu un Verntallat que està simultàniament en llocs diferents, fet que contribuí a crear la llegenda del cabdill remença i dels verntallats.
Quan acaba la Guerra civil catalana amb la victòria del bàndol reialista el 28 d'octubre del 1472, i se signà la capitulació de Pedralbes, els remences esperaven que el Rei suprimiria els mals usos per la seva contribució a la guerra. No fou així i el país entrà en una època de desconcert. Les negociacions per la redacció de la Sentència foren molt dures i en alguns moments perillà que arribessin a bon terme. Sembla que el mateix monarca tingué una intervenció directa i molt eficaç, almenys en el terreny econòmic. Finalment Ferran II d'Aragó «el Catòlic» dicta la Sentència Arbitral de Guadalupe que possibilità la fi dels mals usos a canvi d'un pagament (no tan sols en el mal ús remença), i postergà el conflicte que havia durat més de quatre segles entre senyors i pagesos. A canvi d'un pagament de 60 sous per mas s'abolia el dret a maltractar i molts altres abusos senyorials menors. Els pagesos van conservar el domini útil del mas, però havien de fer homenatge al senyor i pagar drets emfitèutics i feudals, tot i que de quantitats irrisòries, més per a marcar de qui era qui tenia el domini directe que no pas per a benefici econòmic. Així doncs, l'abolició del sistema feudal pel qual lluitaven els pagesos, es va transformar tan sols en la possibilitat de redimir-se dels mals usos, les "consuetuds iniqües", tal com la gent d'aleshores ho anomenava. Firmaren per la part remença, el ja esmentat noble Francesc de Verntallat i 18 síndics d'entre ells Llorenç Espígol de Sant Feliu de Pallerols. La política de Ferran II d'Aragó «el Catòlic» suposà l'inici d'una nova etapa pel camp català: la de la lliure contractació emfitèutica, que havia de produir la prosperitat del camp de Catalunya. Els pagesos catalans varen posseir ja al segle xv, una llibertat personal que a la resta de la península Ibèrica i d'Europa, en molts casos, no aconseguirien fins al segle xviii i xix.

## La postguerra
Joan II, ja vell, es mostrà indecís i propici a les pressions dels senyors i contemporitza sense arreglar el problema. Per apaivagar la zona més conflictiva de la muntanya, l'any 1474 creà el vescomtat d'Hostoles i el dona a Francesc de Verntallat. El vescomtat fou creat per aïllar una zona que podria esdevenir molt conflictiva i que, governada per Verntallat -que s'havia preocupat d'obtenir privilegis per als seus pagesos-, esdevindria pacífica.
Però l'objectiu principal de Verntallat continua sent la defensa dels interessos remences i, al març del 1475, feia costat als pagesos de Corçà, alçats contra el bisbe de Girona. Pel juliol, llençà l'anomenada crida de Contestins, proclamant l'exempció total dels censos, les tasques i la resistència armada. Verntallat veu com s'endureixen les posicions de la seu de Girona davant la passivitat mostrada pel Rei.
Joan el Gran mor el 1479 i el rei Ferran II d'Aragó pujà al tron de la corona d'Aragó. Aquest monarca continuarà sense solucionar el conflicte, mentre els pagesos continuaven sense pagar els censos i els mals usos. Forçat pels senyors, Ferran II, el 8 d'octubre del 1481, declarava anticonstitucional la suspensió dels mals usos, ordenada per la pragmàtica del rei Alfons IV l'any 1455.

## Segona guerra remença
Els pagesos se senten traïts per la decisió del rei Ferran II d'Aragó. El 22 de setembre del 1484, Pere Joan Sala, de Granollers de Rocacorba, s'alçà al front de la fracció més revolucionària dels remences en l'Alçament de Mieres. El 4 de gener del 1485, el seu nebot, Bartomeu Sala, va derrotar a Montornès del Vallès l'exèrcit de la Diputació del General comandat pel veguer Pere-Anton de Rocacrespa. Després d'ocupar Granollers, que tenia la consideració de "carrer de Barcelona", Pere Joan Sala va ser derrotat a Llerona (Vallès Oriental) el 24 de març del 1485, i fou conduït a Barcelona i decapitat quatre dies més tard. La força de la revolta remença obligà el rei Ferran, compromès alhora amb la conquesta de Granada, a cercar una solució amb la negociació.
Mentrestant, Francesc de Verntallat i els seus remences mantingueren una posició de bel·ligerància passiva. Controlaven encara els castells de la muntanya: el d'Hostoles, el de Castellfollit de la Roca, el de Milany (Vidrà), el de Rocacorba i el de Rupit, entre d'altres.
La presència i ferma posició de Francesc de Verntallat a la muntanya evità que la derrota de Sala representés la fi de les esperances remences. Això els va permetre, entre 1481 i 1486, negociar una posició de força. Després de moltes reunions, els remences acceptaren l'arbitratge reial en els conflictes amb els senyors, signant un compromís a Amer el 8 de novembre del 1485. Finalment, el 21 d'abril del 1486, el rei Ferran II d'Aragó va dictar la Sentència Arbitral de Guadalupe.
Aquesta sentència redimia els mals usos amb un pagament previ de 60 sous per mas, i abolia el dret a maltractar i molts altres abusos senyorials menors. Després de molts anys d'absència al Principat de Catalunya, el rei Ferran, acompanyat de la seva esposa Isabel I de Castella, va entrar a la capital el 22 d'octubre del 1492. Passat mes i mig, el 7 de desembre, va ser víctima d'un intent d'assassinat per part del pagès Joan de Canyamars quan sortia del Palau Reial Major on havia mantingut una reunió amb els síndics camperols encarregats de l'aplicació de la Sentència de Guadalupe.